# Comté de Kitui
Le comté de Kitui est un comté de l'ancienne province orientale Kenya. Sa capitale et sa plus grande ville est Kitui. Le comté a une population de 1 136 187 habitants (recensement de 2019) et une superficie de 30 430 km2.

## Histoire
Le nom Kitui signifie « un endroit où les produits en fer sont fabriqués » . Les forgerons de Kamba qui ont nommé la région de Kitui se sont installés dans le comté plusieurs années avant la période coloniale.

## Géographie

### Aperçu
Le comté de Kitui partage ses frontières avec sept autres comtés; Tharaka-Nithi et Meru au nord ; Embu au nord-ouest ; Machakos et Makueni à l'ouest ; Tana River à l'est et au sud-est et Taita-Taveta au sud.
40% de la superficie du comté est considérée comme agricole, seulement 1% est boisé.

### Administration
Le comté de Kitui compte huit sous-comtés  
- Sous-comté de Kitui Ouest.
- Sous-comté central de Kitui.
- Sous-comté rural de Kitui.
- Sous-comté sud de Kitui.
- Sous-comté de Kitui Est.
- Sous-comté nord de Mwingi.
- Sous-comté de Mwingi West.
- Sous-comté central de Mwingi.

Les sous-comtés sont divisés en  quartiers. Il y a 40 quartiers qui sont divisés en 247 villages.

### Grandes villes
Les principales villes du comté sont Kitui, Mwingi, Mutomo, Kwa Vonza, Mutitu, Ikutha, Kabati, Migwani, Mutonguni, Mbitini et Kyuso.

### Climat

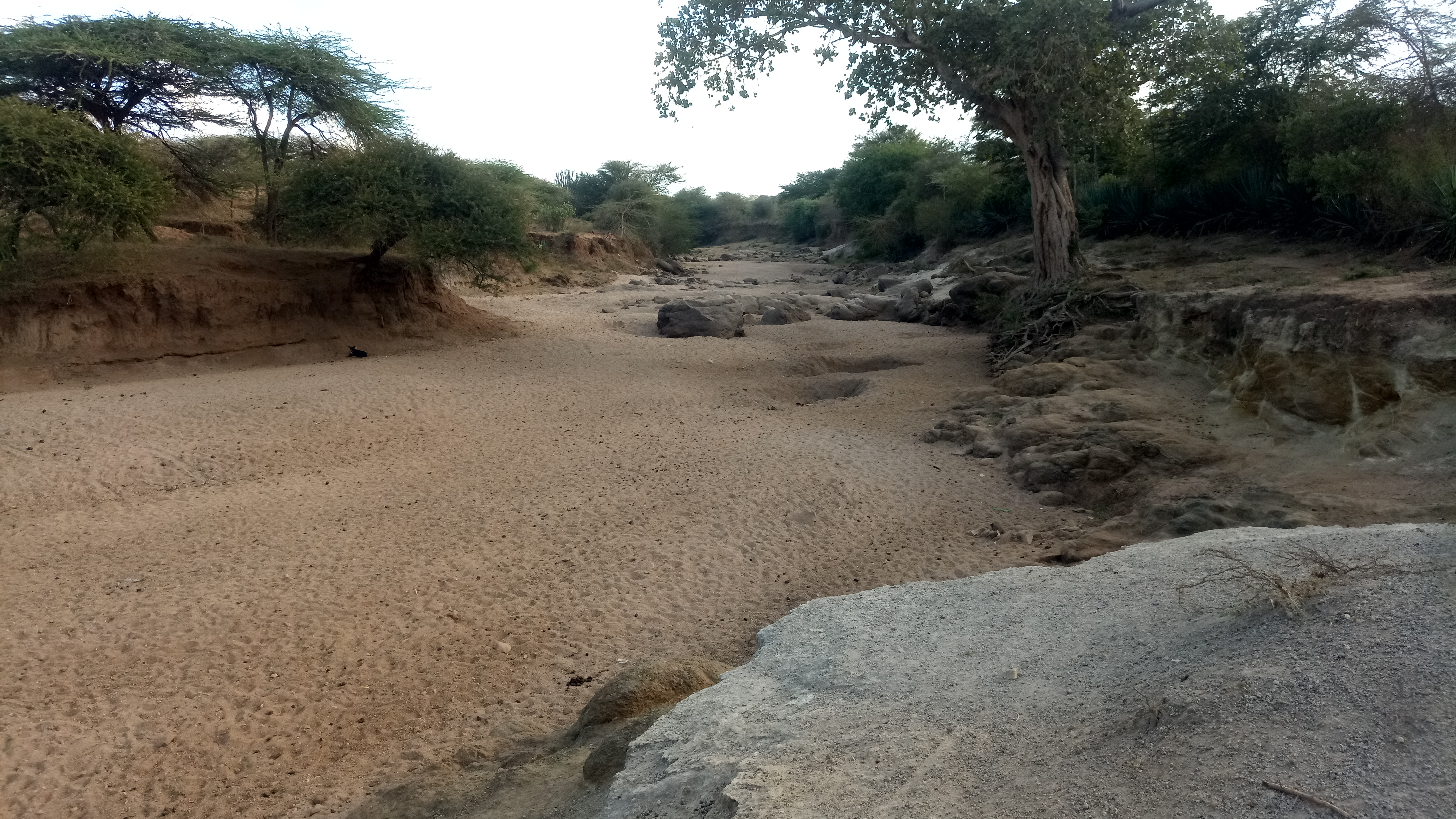
Lit de rivière asséché dans le comté de Kitui.

Le climat est semi-aride; Le comté reçoit environ 710 mm de précipitations qui se produisent pratiquement uniquement pendant les saisons des pluies, une longue autour de mars et avril, et une courte, autour d'octobre, novembre et décembre. Les termes long et courtes des pluies n'ont rien à voir avec la quantité de précipitations reçues mais avec la durée des saisons des pluies.

## Gouvernement
Le gouvernement du comté de Kitui est divisé en deux branches. Le législatif (Assemblée du comté) et l'exécutif.

### Pouvoir législatif
Il s'agit de l'Assemblée du comté composée de 40 membres élus et 16 membres désignés de l'Assemblée du comté (MCA). L'Assemblée est dirigée par le Président.

### Pouvoir exécutif
Le Cabinet  compte dix membres du comité exécutif du comté (MCEC), chaque MCEC dirigeant un ministère. Le comité exécutif est présidé par le gouverneur.

## Circonscriptions électorales
- Kitui Central
- Kitui West
- Kitui East
- Kitui South
- Kitui Rural
- Mwingi Central
- Mwingi West
- Mwingi North

## Démographie
La population est principalement composée d'individus de l'ethnie Akamba. Les Tharaka, une partie des Amérous, vivent également dans le comté de Kitui, principalement dans le quartier Tharaka. Il existe une présence somalienne croissante .

### Urbanisation
| Comté de Machakos                               | 52   |
| Compté de Kitui                                 | 13,8 |
| Comté de Makueni                                | 11,8 |
| Kenya Moyenne                                   | 32,3 |
| Urbanisation par comté dans le sud-est du Kenya |      |

Source:(en) OpenDataKenya

## Éducation
L'éducation est assurée par des écoles la plupart implantées dans les grandes villes .
L'université du sud-est du Kenya est une université publique située à Kitui avec le campus principal à Kwa Vonza et d'autres campus dans les villes de Mwingi et Kitui. |L'université Kenyatta a un campus à Kwa Vonza, celle de Moi a un campus à Kyuso dans le sous-comté de Mwingi North. L' Université de Nairobi a également un campus dans la ville de Kitui. Le Kenya Medical Training College a des campus à Kitui et Mwingi.

### Statistiques
| Alphabétisation        | 74,7 |
| Scolarité (15-18 Yrs)  | 77,8 |
| Routes pavées          | 2,4  |
| Routes praticables     | 39,9 |
| Accès à l'élicticité   | 4,8  |
| Statistiques du compté |      |

 Source: USAid Kenya

## Économie

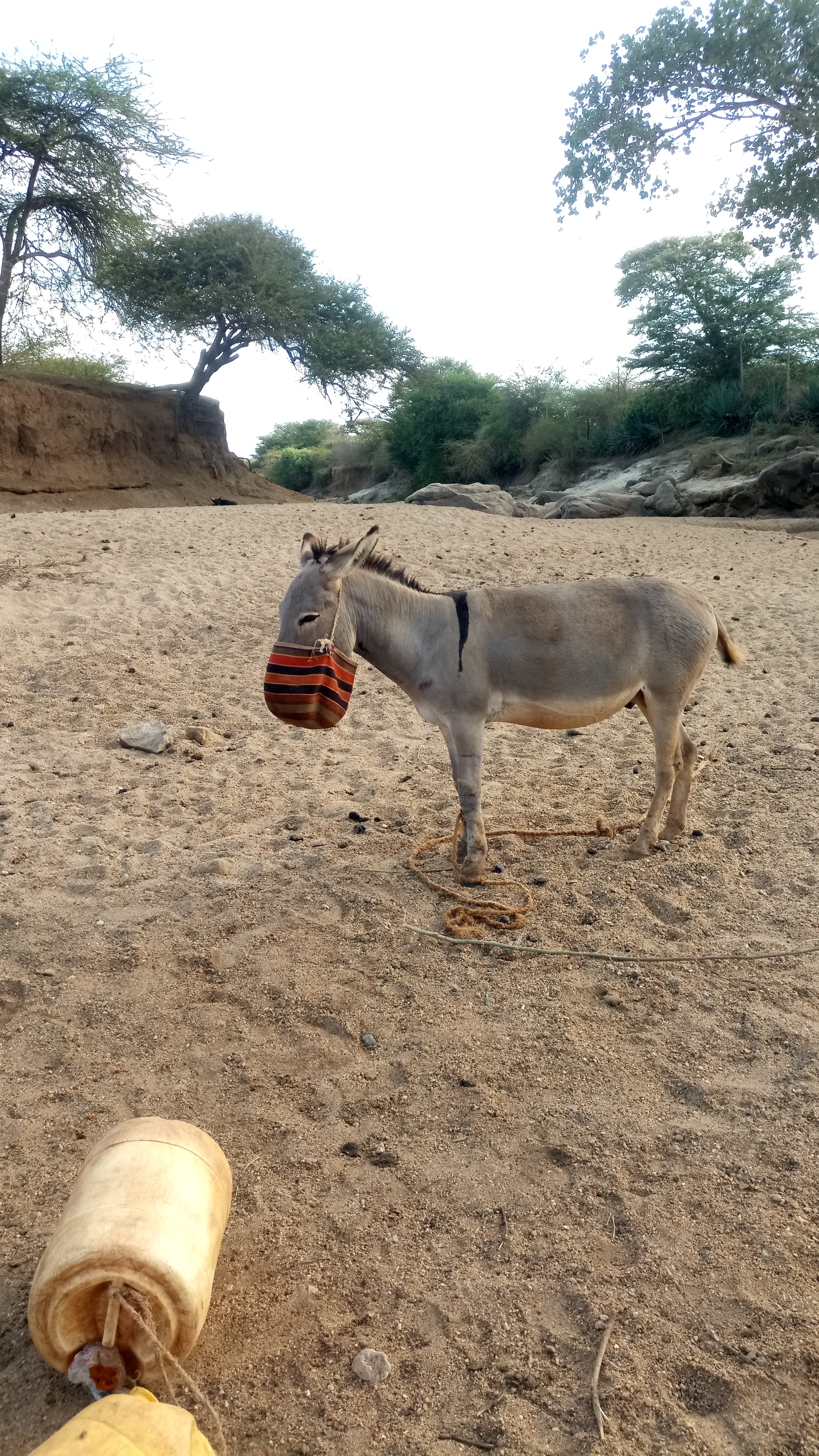
Un âne dans le comté de Kitui.

75% de la population vit de l'agriculture, en 2005 69% des habitants du comté de Kitui vivaient en dessous du seuil de pauvreté. La population vit  principalement de l'élevage du bétail, des moutons et des chèvres. Une faible proportion de la population vit de l'aviculture et de l'apiculture. Le maïs, les haricots, le sorgho , les fèves , le millet et le manioc sont principalement cultivés sur les terres agricoles pour leur propre usage.
Le commerce concerne les productions de coton, tabac, mangues, bananes , patates douces , aubergines ,Gombo et épinards
,.
Lors d'une récente enquête informelle sur les entreprises de la ville d'Ikutha, dans le sud du comté de Kitui, les entreprises suivantes ont été identifiées: 
- Boucheries
- Produits alimentaires (riz, farine de maïs)
- Mini-marchés (vend du Coca-Cola, des croustilles, du pain, du lait)
- Mécanique
- Pubs
- Hôtels et restaurants

### Industrie
Une usine d'égrenage de coton créée en 1935 se trouve dans la ville de Kitui. Elle reçoit le coton récolté du comté. Il s'agit de la seule grande industrie de la région et  a un rôle économique majeur pour les nombreux producteurs de coton de la région.

### Minerais
Le comté de Kitui possède d'importants gisements de charbon dans le bassin de Mui  a un faible contenu énergétique / pouvoir calorifique et du soufre . Le charbon pourrait alimenter la centrale à charbon de 1 000 MW de Lamu et la centrale au charbon de 960 (MW) de Kitui.
Le district de Mutomo / Ikutha contient du calcaire.

## Infrastructure
En 2002, le comté disposait de 75 km de route goudronnée, près de 270 km de réseau routier étaient en gravier, le reste étant constitué de chemins de terre peuvant devenir impraticables pendant la saison des pluies. En 2002, le district comptait 66 cabines téléphoniques et 16 bureaux de poste, ainsi que 11 institutions financières. Il n'y a pas d'accès à l'électricité en dehors de la capitale Kitui, les besoins énergétiques sont principalement couverts par le bois et le charbon. Près de 90% des ménages de la région n'ont pas d'accès direct à l'eau potable.

### Niveau de richesse / pauvreté
| Comté de Machakos            | 59,6 |
| Comté de Kitui               | 63,1 |
| Comté de Makueni             | 64,1 |
| Kenya Average                | 45,9 |
| Niveau de pauvreté par comté |      |

Source: OpenDataKenya Worldbank

## Santé
Le comté de Kitui possède plusieurs hôpitaux et centres de santé pour répondre aux besoins de santé des résidents, parmi lesquels l'hôpital de référence du comté de Kitui, l'hôpital général du sous-comté de Mwingi, la maison de soins infirmiers de Kitui, l'hôpital de Neema, l'hôpital de Jordanie, des hôpitaux gérés par la mission tels que l'hôpital de Muthale Mission et certains centres de santé privés .

## Tourisme
- Parc national de Tsavo Est
- Réserve nationale du Sud Kitui
- Réserve nationale de Mwingi
- Vallée d'Ikoo
- Bassin de Ngomeni Rock[10].

### Nzambani Rock

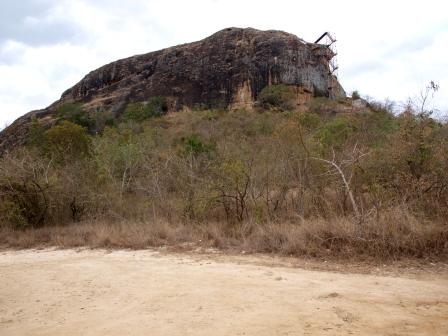
Nzambani Rock est l'une des attractions touristiques du comté de Kitui.

Dans le comté de Kitui se trouve  l'un des plus grands affleurements rocheux du Kenya, connu localement sous le nom de Ivia ya Nzambani. Situé près la ville de Kitui, à environ 1 km du marché de Chuluni se trouve le rocher Nzambani  connu pour les contes et les mythes concernant son origine. Les activités afférentes au site incluent la randonnée et l'escalade.

## Religion et culture traditionnelle
Le christianisme est la religion dominante. Les catholiques  représentent environ 15% de la population. Parmi les autres confessions chrétiennes du comté figurent The African Brotherhood Church (ABC), African Inland Church (AIC), Anglican Church of Kenya (ACK), Presbyterian Church of East Africa (PCEA), Independent Presbyterian Church (IPC), Redeemed Gospel Church. Le comté de Kitui compte un nombre important de musulmans et plusieurs mosquées . Peu de gens dans le comté conservent encore leurs croyances traditionnelles. Ils croient en un dieu appelé Mulungu ou Ngai , le créateur de la Terre.

## Personnalités liées au comté

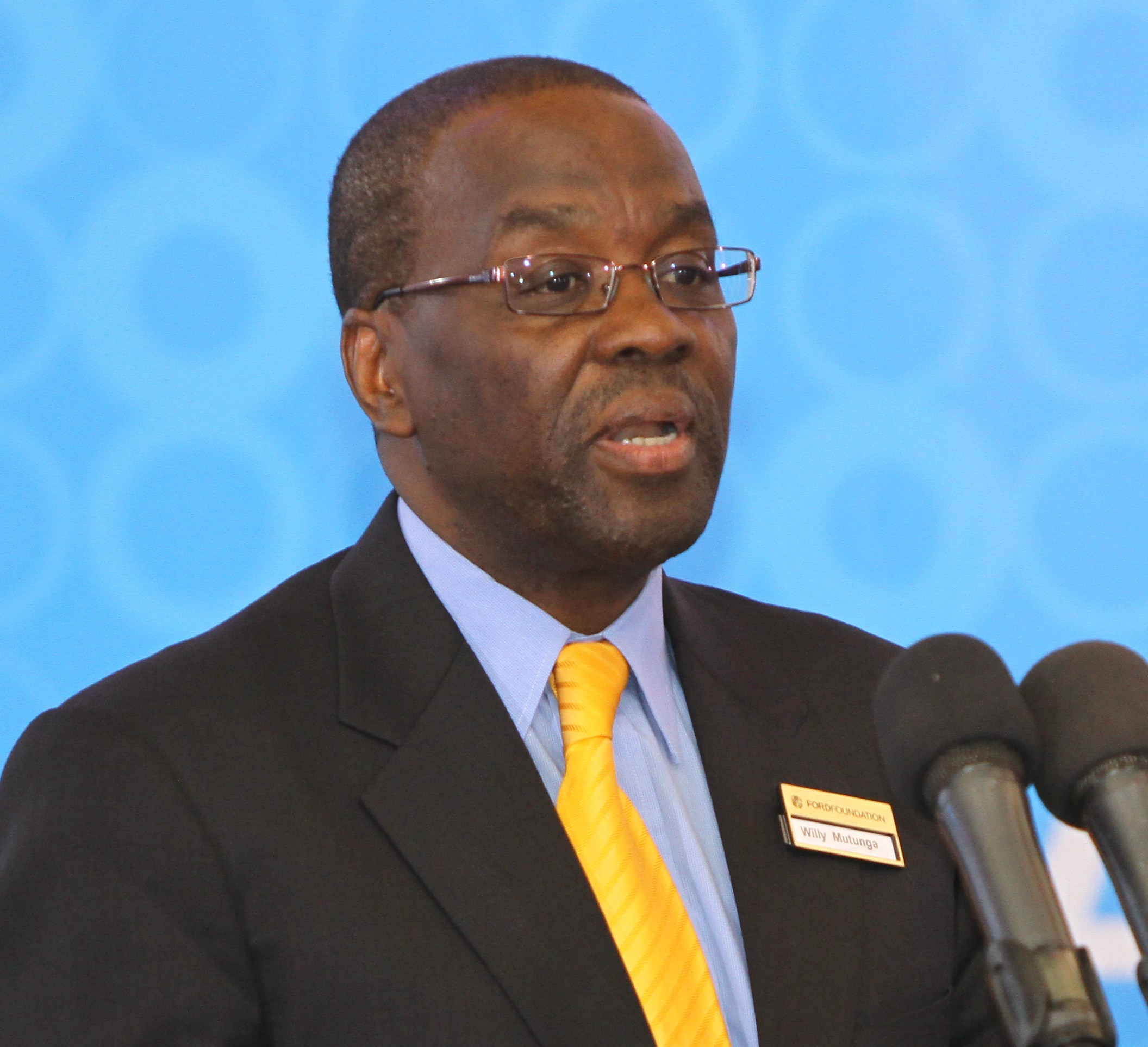
Le Dr Willy Munyoki Mutunga, l'ancien juge en chef, est originaire du comté de Kitui

- Willy Mutunga, (né en 1947) ancien juge en chef du Kenya
- Kalonzo Musyoka, (né en 1953) 10e vice-président du Kenya
- Julius Malombe, (né? ) Le premier gouverneur du comté de Kitui
- Makau W. Mutua, (né en 1958) Ancien doyen de la faculté de droit de l' Université de Buffalo
- Charity Ngilu, (né en 1952) Ancien député Kitui Central (l'actuel gouverneur du comté de Kitui)
- David Musila, (né en 1943) ancien sénateur du comté de Kitui
- Francis Nyenze, (né de 1957 à 2017 ) Ancien député de la circonscription de Kitui West
- Nzamba Kitonga, (né en 1956) Ancien président de la East Africa Law Society et de la Cour de justice du COMESA
- Kiema Kilonzo, (né en 1966) ambassadeur du Kenya en Turquie
- Eric Mutua, (né en 1970) Ancien président de la Law Society of Kenya et trésorier de la East Africa Law Society
- Onesmus Kimweli Mutungi, (né de 1940 à 2016 ) ancien chancelier de l'Université de Kenyatta et premier Kenyan à obtenir un doctorat en droit
- Ngala Mwendwa, (née en 1923-2016), ancienne ministre du Travail dans le premier cabinet kenyan post-indépendance
- Nyiva Mwendwa, (née en 1942) La première représentante du comté de Kitui et la première femme kenyane à occuper le poste de ministre
- Kitili Maluki Mwendwa, (né en 1929-1985) Premier juge en chef noir du Kenya
- Benson Masya, (né en 1970-2003) coureur de fond kenyan et vainqueur en série du marathon et vainqueur des premiers championnats du monde de semi-marathon de l'IAAF en 1992
- Benjamin Nzimbi, (né en 1945) archevêque à la retraite et primat de l' Église anglicane du Kenya
- Musili Wambua, (né en 1961) doyen associé de la faculté de droit de l' Université de Nairobi et premier chancelier de l' Université d'Embu
- John Nzau Mwangangi, (né en 1990), coureur de fond kenyan et médaillé d'or aux Championnats d' Afrique de Cross Country 2011

## Voir également
- Comté de Machakos
- Comté de Makueni
- Comté de Tana River
- Comté de Taita Taveta
- Comté d'Embu
- Comté de Meru
- Comté de Tharaka Nithi